# Artilleriemuseum Turin
Das Artilleriemuseum in Turin (it. Museo Storico Nazionale di Artiglieria) ist ein Militärmuseum des italienischen Heeres. Es hat seinen Sitz in der norditalienischen Stadt Turin.

## Lage
Der Hauptsitz des Museums befindet sich im Eingangsgebäude (Mastio) der ehemaligen Zitadelle von Turin am Corso Galileo Ferraris. Eine Außenstelle mit angeschlossenem Depot ist in der Amione-Kaserne an der Piazza Rivoli untergebracht.

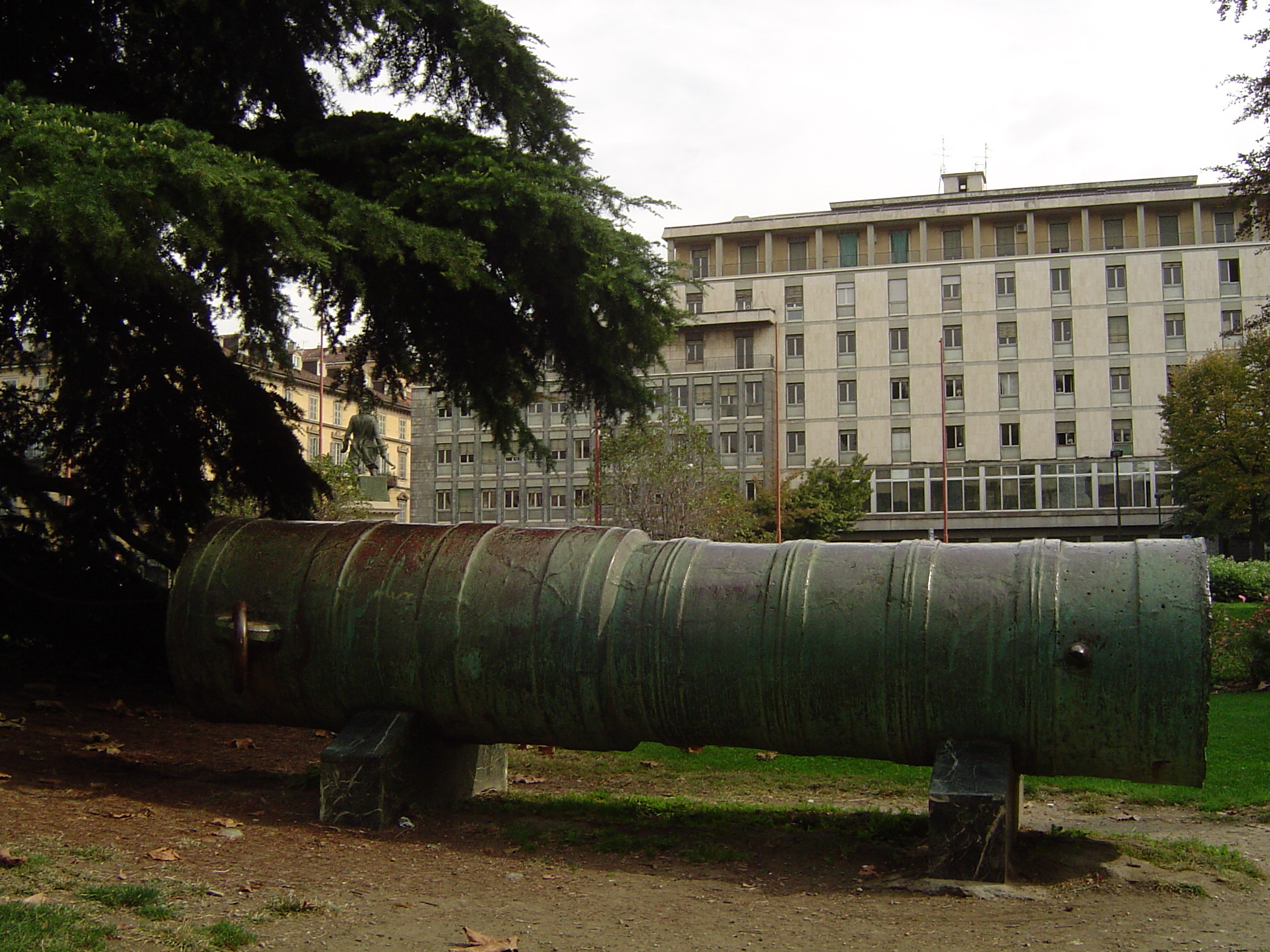
Exponat des Artilleriemuseums

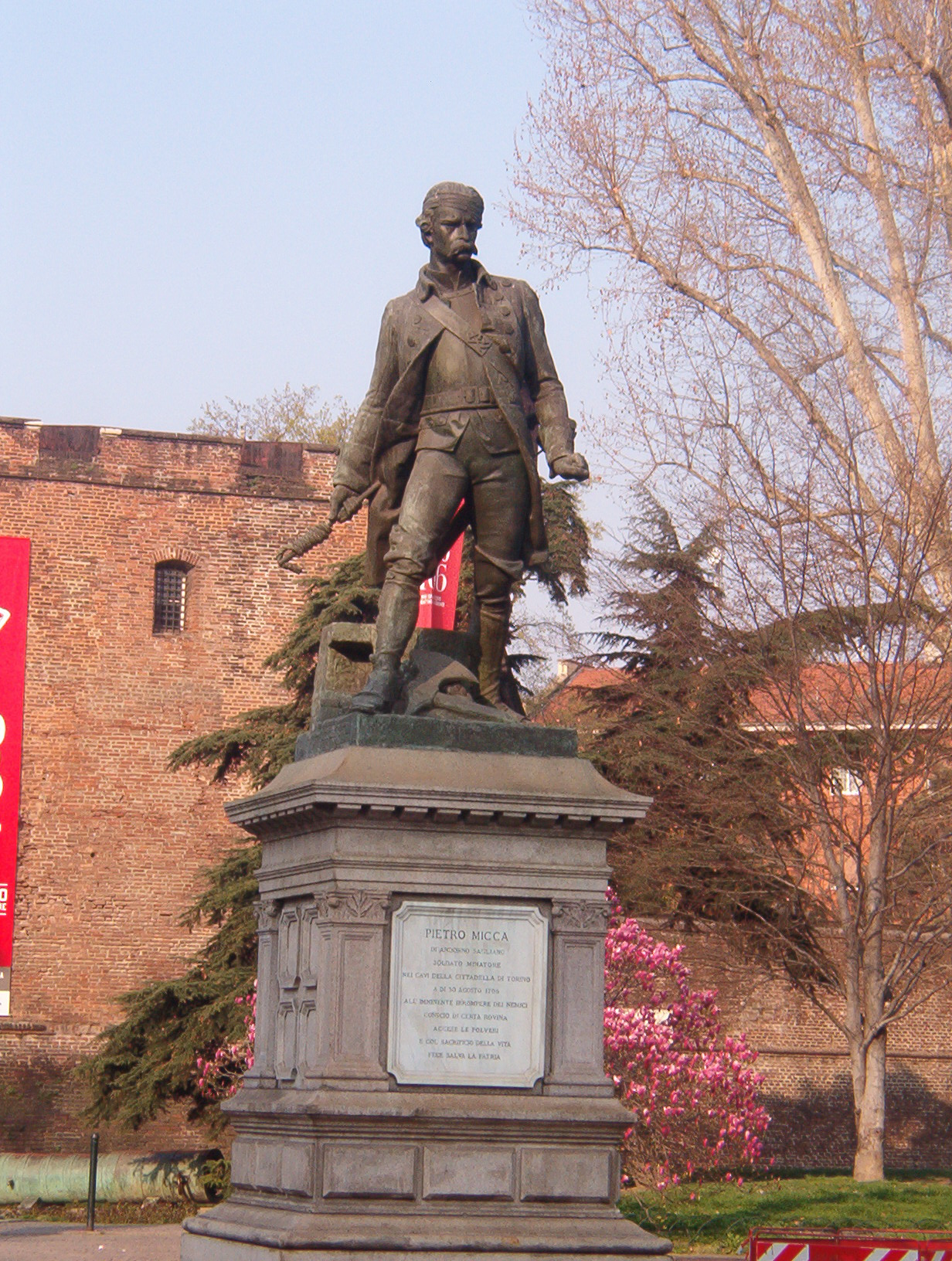
Pietro-Micca-Denkmal vor dem Artilleriemuseum

## Ausstellung
Das Artillerie-Museum hat rund 11.000 Exponate und einen historischen Horizont, der bis in die Ur- und Frühgeschichte reicht. Ausgestellt werden neben neuzeitlichen Geschützen auch Rüstungen, Zugtier-Geschirre, Blankwaffen, Handfeuerwaffen, Messinstrumente, Munition verschiedener Art sowie Uniformen, Medaillen, Fahnen, Gemälde, Fotos, Modelle und sonstige Erinnerungsstücke. Zu den ältesten Exponaten zählen eine 5000 Jahre alte Doppelaxt aus der Kupfersteinzeit und ein Apulisch-Korinthischer Helm aus dem 6. Jahrhundert vor Christus. Der Schwerpunkt der Ausstellung liegt auf der italienischen Artilliere der Neuzeit. Neu ist ein Bereich zur Geschichte der Garnison Turin.

## Geschichte
Das Artilleriemuseum des piemontesischen und später italienischen Heeres wurde ab 1731 auf Anordnung von Karl Emanuel III. von Savoyen im Arsenal von Turin eingerichtet. Es diente auch zur Ausbildung von angehenden Artillerieoffizieren der 1739 von Ignazio Bertola gegründeten Artillerie- und Festungsbauschule in Turin. 1752 wurde es um ein mineralogisches Laboratorium ergänzt. Während der napoleonischen Besetzung wurden zahlreiche Exponate von den Franzosen entwendet. Erst 1842 wurde es wieder aufgebaut und dann 1861, im Zug der Einigung Italiens, zum nationalen Artilleriemuseum erweitert. 1893 stellte die Stadt Turin das ehemalige Eingangsgebäude der Zitadelle für das Museum zur Verfügung. Kleinere Umbauten und Erweiterungen erfolgten 1961.
Wegen umfassender Renovierungsarbeiten wurde das Museum im Mastio 2011 geschlossen und sämtliche Exponate in die Amione-Kaserne verlegt und dort zum Teil ausgestellt. Eine weitere Außenstelle befand sich in der Via Bologna.

## Sonstiges
Teile des Museums im Mastio, insbesondere die noch vorhandenen unterirdischen Minengänge der Zitadelle, gehören zum Museo Pietro Micca, welches dem Mineur Pietro Micca gewidmet ist, der die belagerte Stadt Turin 1706 rettete. Das Micca-Museum befindet sich einige hundert Meter westlich des Mastio in der Via Guicciardini.
Das Artilleriemuseum ist nicht zu verwechseln mit der Armeria Reale, einer bedeutenden Waffensammlung im Palazzo Reale.